# Michthyops parva
Michthyops parva är en kräftdjursart som först beskrevs av Ernst Vanhöffen 1897.  Michthyops parva ingår i släktet Michthyops och familjen Mysidae. Inga underarter finns listade i Catalogue of Life.